# Buchhändler

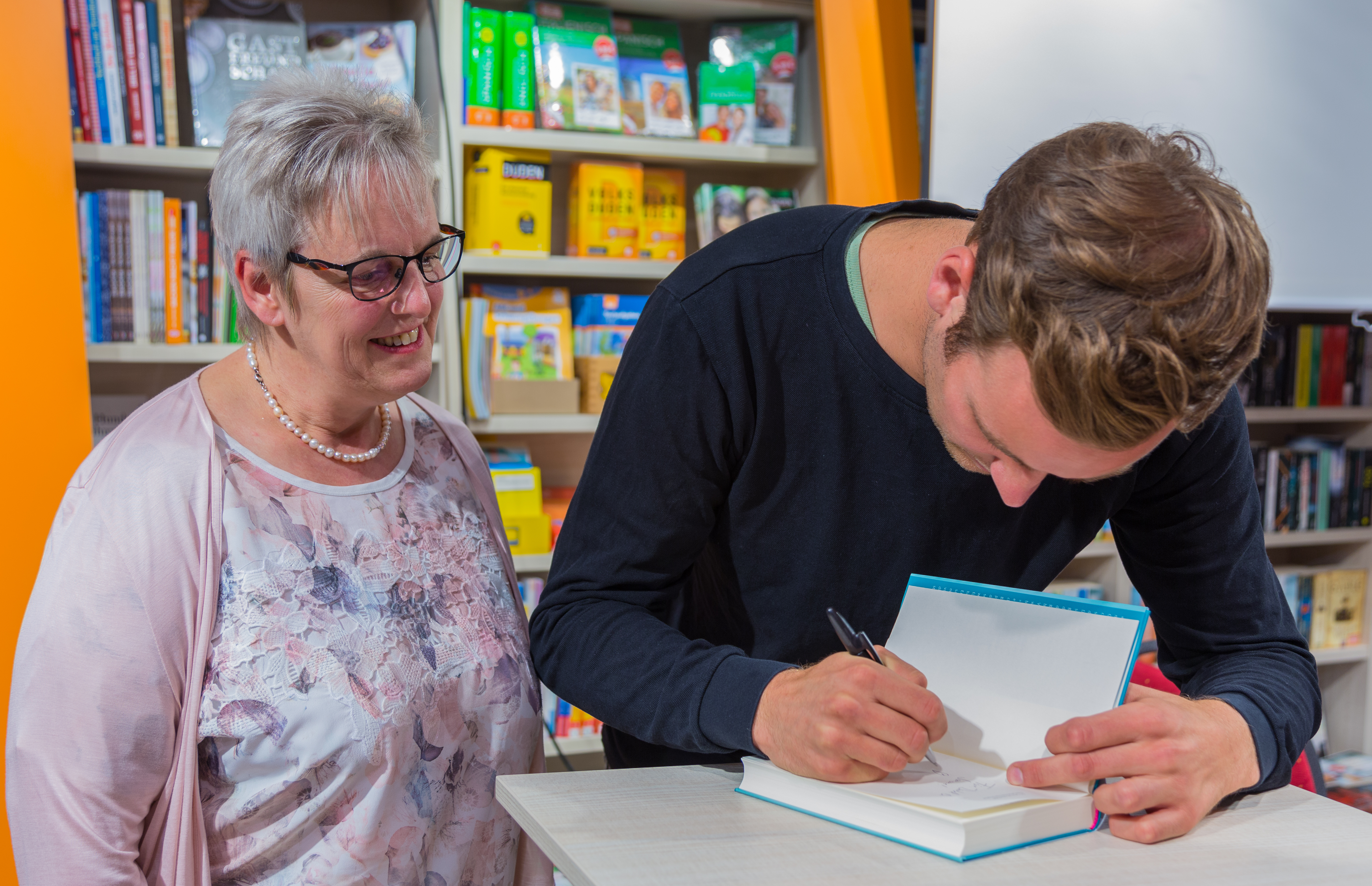
Buchhändlerin und signierender Autor nach einer Lesung

Buchhändlerin oder Buchhändler, im heutigen Sprachgebrauch eine Person, die im Bucheinzelhandel angestellt oder selbstständig tätig ist, ist ein nach dem deutschen Berufsbildungsgesetz (BBiG) anerkannter Ausbildungsberuf.

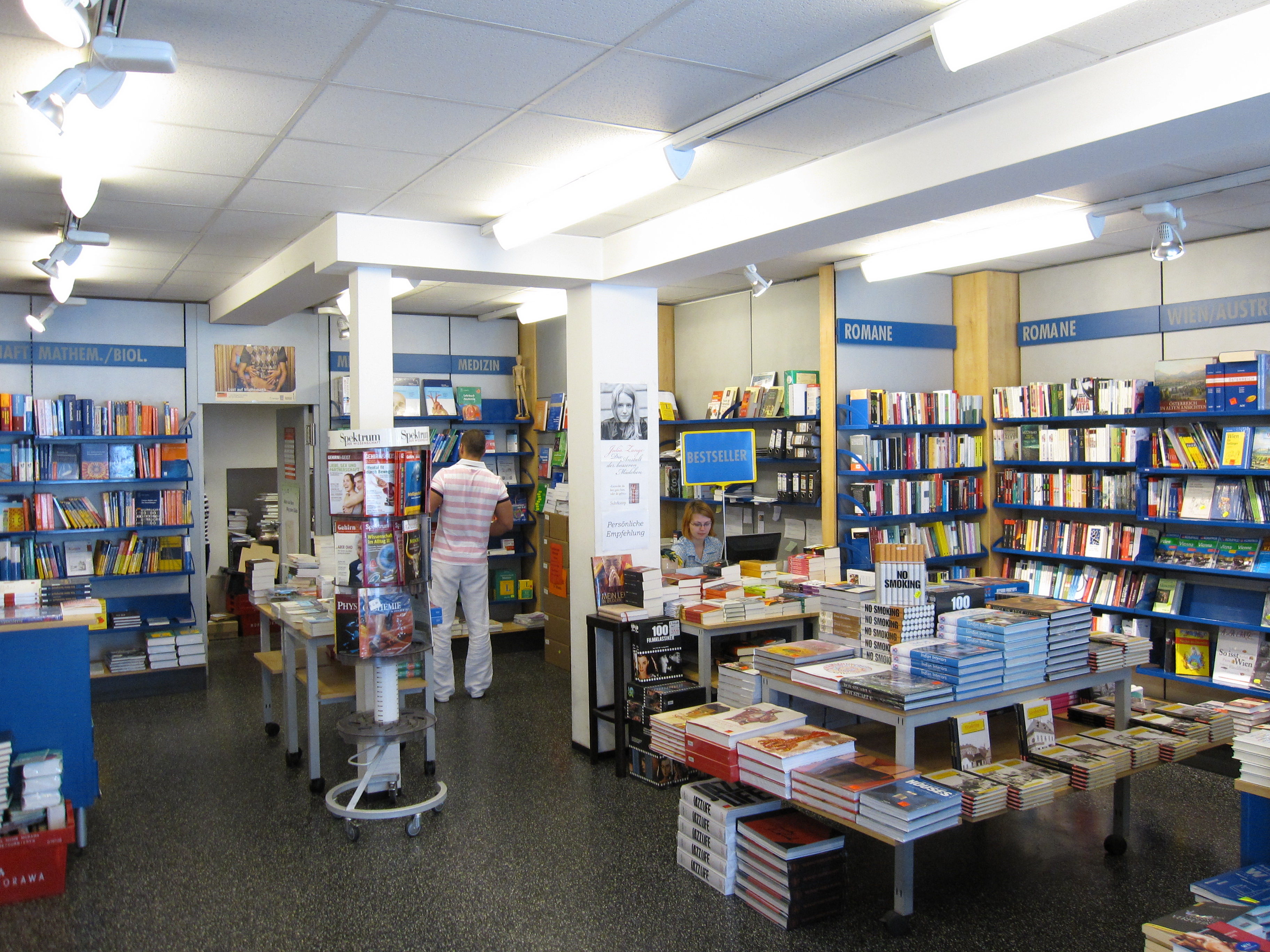
Beck’sche Universitätsbuchhandlung in Wien

## Berufsbild
Hauptarbeitsgebiete sind der Einkauf, Verkauf und die Präsentation von Büchern und anderen Medien sowie die fachliche/sachliche Beratung der Kundschaft, beispielsweise in einer Buchhandlung oder einem Antiquariat. Dazu gehört die Recherche in computergestützten Informationssystemen, in Katalogen und speziellen buchhändlerischen Fachverzeichnissen.
Im Beratungs- und Verkaufsgespräch ist neben einem freundlichen und kundenorientierten Auftreten ein breites Allgemeinwissen erforderlich.
Um Kunden kompetent beraten zu können, sollte der Buchhändler über eine rasche Auffassungsgabe verfügen, die es ihm ermöglicht, Inhalte und Rezensionen von Büchern schnell zu erfassen.
Kontrolle und Verwaltung des Lagerbestandes erfordern neben kaufmännischem Denken ein Gespür für Kundenbedürfnisse und Trends. Wichtiger Bestandteil der Fertigkeiten ist, in einer Branche, die aufgrund der Buchpreisbindung (außer in der Schweiz) nicht über den Preis konkurriert, die Erarbeitung von Marketingkonzepten. Dazu gehören die ansprechende Präsentation im Laden und im Schaufenster, auch die Organisation von Lesungen und anderen Werbemaßnahmen.

## Ausbildung

### Situation in Deutschland

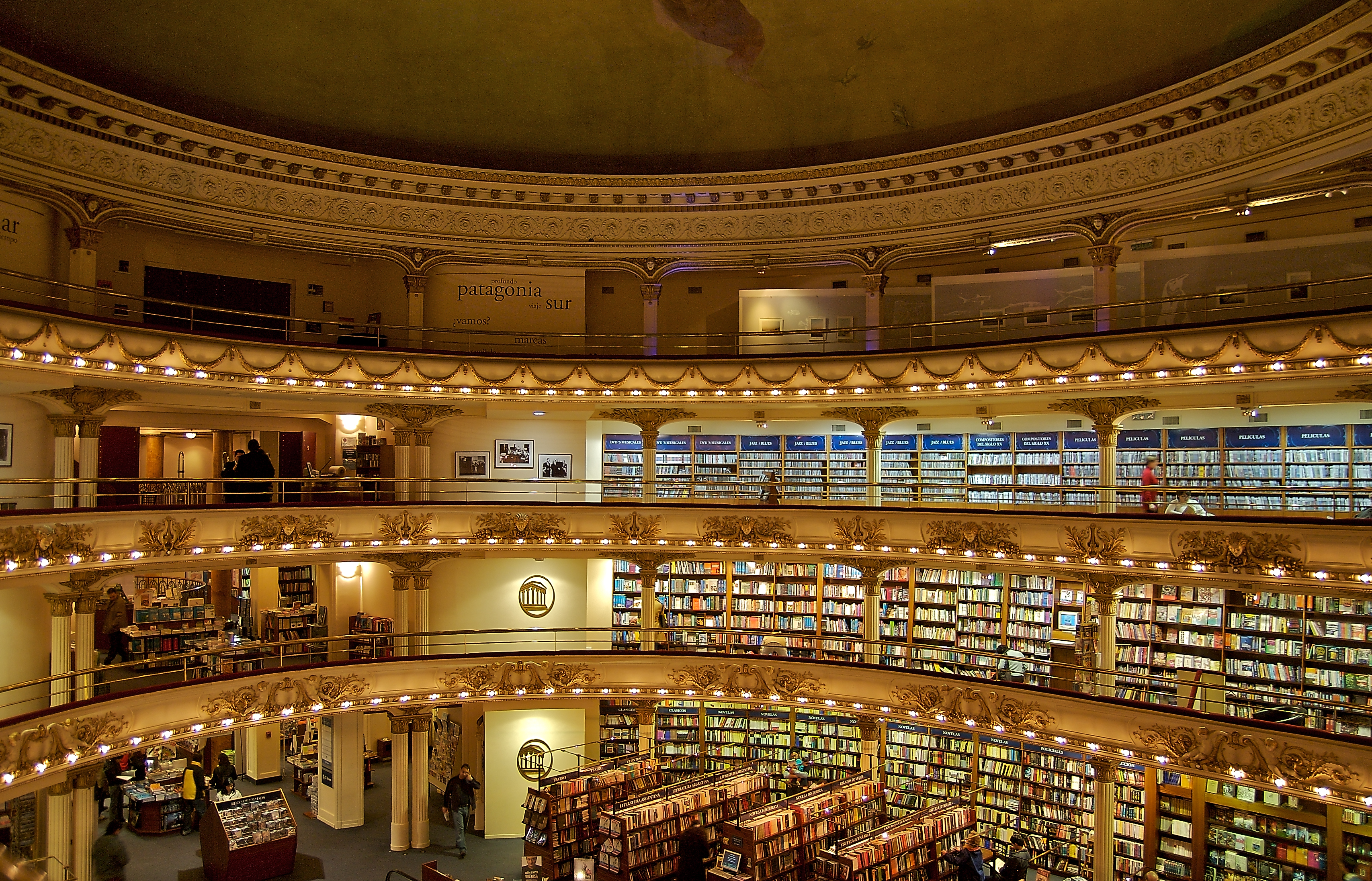
El Ateneo Bookstore in Buenos Aires, Argentinien

Voraussetzung für die Berufsausbildung zum Buchhändler ist meist mindestens der Hauptschulabschluss. Allerdings haben die meisten Auszubildenden das Abitur.
Die Ausbildung zum Buchhändler dauert drei Jahre; sie kann mit Realschulabschluss um ein halbes, mit Abitur je nach Bundesland um ein halbes oder ein Jahr verkürzt werden. Laut Börsenverein des Deutschen Buchhandels gab es 2006 für Buchhändler rund 2700 Ausbildungsplätze. Die Prüfung zum Abschluss der Ausbildung erfolgt durch einen IHK-Prüfungsausschuss.
Der klassische Buchhändler im Einzelhandel heißt genauer Sortimentsbuchhändler, da die Ausbildung zum Buchhändler auch mit den Schwerpunkten Antiquariat (Antiquariatsbuchhändler), Verlag (Verlagsbuchhändler) und im Musikfachgeschäft (Musikalienhändler) möglich ist.
Die betriebliche Ausbildung wird durch den Unterricht in Buchhandelsfachklassen an öffentlichen Berufsschulen oder in der brancheneigenen Deutschen Buchhändlerschule (Frankfurt-Seckbach) ergänzt.
Für Führungskräfte im Buchhandel bietet Mediacampus Frankfurt den Lehrgang Fachwirt des Buchhandels (IHK) an. Die formalen Ziele dieser Aufstiegsfortbildung sind das Bestehen der Ausbildereignungsprüfung und der Prüfung zum Buchhandelsfachwirt.

### Situation in der Schweiz
In der Schweiz kann der Beruf als Buchhändler EFZ als Teil einer Berufslehre absolviert werden. Um die Lehre aufzunehmen, ist der Abschluss der obligatorischen Schule nötig. Die Lehre dauert drei Jahre und kann bei guten schulischen Leistungen auch zusammen mit einer Berufsmaturität absolviert werden. Nach dem Lehrabschluss können weitere Berufsprüfungen, sowie höhere Berufsprüfungen mit einem anschließenden eidgenössischen Ausweis, beziehungsweise eidgenössischem Diplom abgeschlossen werden, darunter der eidgenössische Fachausweis als Buchhändler. Weitere Abschlüsse an den Höheren Fachschulen und den Fachhochschulen in verwandten Fachbereichen wie beispielsweise als Betriebswirtschafter HF oder Betriebsökonom FH sind möglich.

## Die Vergütung während der Ausbildung
Buchhändler werden in Buchhandlungen, Verlagen, Antiquariaten oder Musikfachgeschäften ausgebildet. Für die Auszubildenden ist die Ausbildung im Betrieb kostenfrei. Allerdings können für den Berufsschulunterricht – je nach Berufsschulstandort – anteilig Fahrtkosten und Kosten für auswärtige Unterbringung entstehen. Über Förderungsmöglichkeiten für Auszubildende und Lehrgangsteilnehmer informiert die Agentur für Arbeit.
Die Auszubildenden erhalten von den Unternehmen eine monatliche Ausbildungsvergütung, deren Höhe tarifvertraglich festgelegt wird und die von Bundesland zu Bundesland unterschiedlich ist. Für den Ausbildungsberuf „Buchhändler“ betrug sie im Jahr 2004 nach Berechnungen der Bundesanstalt für Arbeit durchschnittlich:
| Alte Bundesländer 1. Ausbildungsjahr: € 650 2. Ausbildungsjahr: € 716 3. Ausbildungsjahr: € 788 | Neue Bundesländer 1. Ausbildungsjahr: € 482 2. Ausbildungsjahr: € 535 3. Ausbildungsjahr: € 573 |

## Sonstiges

### Bekannte Buchhändler
Der Nürnberger Buchhändler Johann Philipp Palm wurde am 26. August 1806 wegen Verbreitung der Streitschrift Deutschland in seiner tiefen Erniedrigung in Braunau am Inn hingerichtet.
Weiterhin begannen Heinrich Böll, Hermann Hesse, Heinrich Mann, Johannes Rau, Jochen Malmsheimer, Günter Wallraff und Martin Schulz eine Buchhandelslehre, von denen Wallraff, Rau und Schulz diese beendeten und auch Buchhändler wurden.
Bekannte Beispiele aus der neueren Zeit stellen die Pop-Sängerin Christina Stürmer, der Kabarettist Thomas Maurer, sowie die Autorin Antje Rávic Strubel dar.

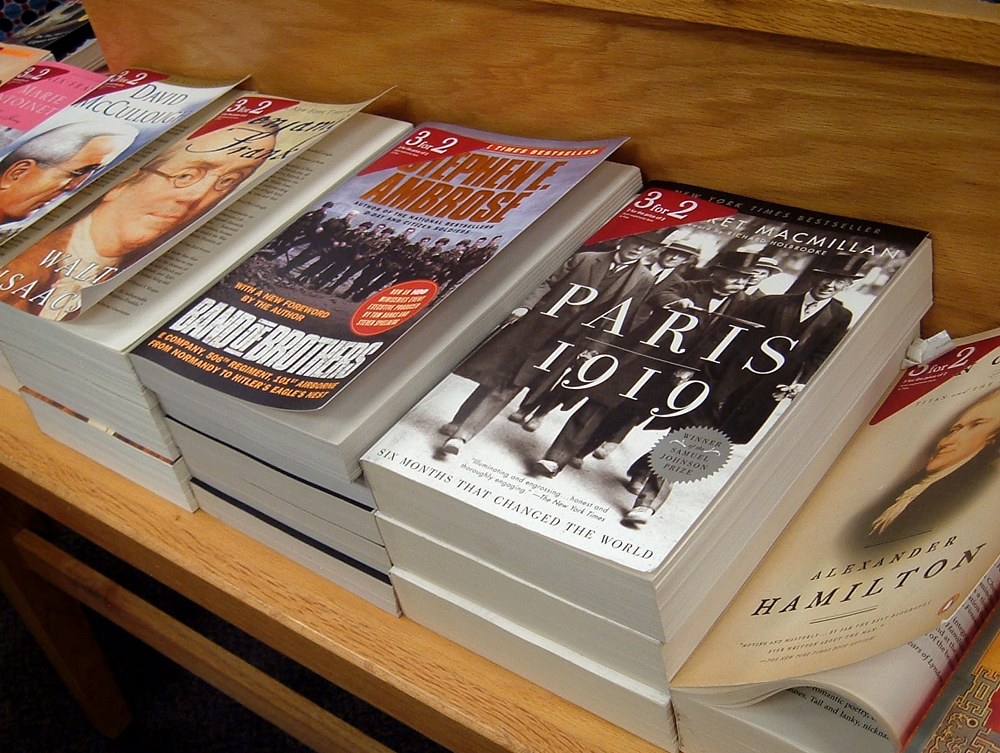
Auslage mit aktuellen Bestsellern

### Ehrentitel
Wie auch anderen Handwerksbetrieben wurde in deutschen Monarchien bedeutenden Buchhändlern der Titel „Hofbuchhändler“ („Hofbuchhandlung“) verliehen. Auch Universitäten als Körperschaften des öffentlichen Rechts übten Ähnliches, so vergibt die Universität Kiel noch heute den Titel „Universitäts-Buchhandlung“.

### Fachzeitschriften
Fachzeitschriften für die Sortimenter sind das Börsenblatt für den Deutschen Buchhandel, der Buchmarkt, Buchreport und (bis 2011) Buchhändler Heute.

### Fachmessen
Buchhändler in Deutschland haben zweimal jährlich die Möglichkeit, sich auf Fachmessen wie der Leipziger Buchmesse im März und der Frankfurter Buchmesse im Oktober über Neuerscheinungen der Verlage zu informieren. Darüber hinaus gewährt die didacta Buchhändlern einmal im Jahr als größte Fachmesse für Bildungswirtschaft in Europa mit wechselnden Standorten in Deutschland (Stuttgart, Köln und Hannover) die Gelegenheit, Einblicke in Publikationen aus den Bereichen Kindergarten, Schule/Hochschule, Ausbildung/Qualifikation und Weiterbildung/Training zu bekommen.